# Percival Scott Beves
Percival Scott Beves (* 1863, andere Quellen sprechen von 1868; † 26. September 1924) war ein britischer Brigadegeneral.

## Lebensweg
Beves ging zur The Leys School in Cambridge und trat 1887 in Sherwood Forest in den Militärdienst ein. Ein Jahr später diente er bereits in Indien und Burma und wurde wenig später Ausbilder am Wargrave Military College im Vereinigten Königreich. Hier unterrichtete er bis 1890 Militärtaktik, Topografie, Ingenieurwesen und Militärrecht.
Er nahm anschließend bis Februar 1900 am Zweiten Burenkrieg, unter anderem bei der Schlacht von Ladysmith teil. Fortan lebte Beves in der Südafrikanischen Repiblik.
Beves war vom 11. Juli 1915 bis 30. Oktober 1915 Militärgouverneur von Südwestafrika, dem heutigen Namibia. Er war als Mitglied der Union Defence Force (UDF) maßgeblich, durch seine Anlandung in Lüderitz, am Ersten Weltkrieg in Südwestafrika beteiligt. 1917 ging er nach Ostafrika, um an den dortigen Schlachten teilzunehmen.
Beves starb 1924 an Komplikationen in Folge einer Malariaerkrankung, die er sich in Deutsch-Ostafrika zugezogen hatte.

## Ehrungen
Beves erhielt 1916 den Sankt-Stanislaus-Orden 2. Klasse mit Schwert, 1917 den Companion of the Order of St Michael and St George (C. M. G.) und ein Jahr später Companion of The Most Honourable Order of the Bath (C. B.). Beves war zudem Träger der Queen’s South Africa Medal mit 2. Einsatzspangen sowie der King’s South Africa Medal mit ebenfalls 2 Einsatzspangen.